# Круговая мышца рта
Кругова́я мы́шца рта (лат. Musculus orbicularis oris) или кольцевая мышца рта, образована круговыми мышечными пучками, расположенными в толще губ. Мышечные пучки плотно сращены с кожей. Поверхностные слои этой мышцы принимают в свой состав пучки мышц, подходящих к ротовой щели. В мышце различают краевую и губную часть (лат. pars marginalis et labialis).

## Функция
При сокращении периферической части круговой мышцы рта губы стягиваются и выдвигаются вперёд, когда же сокращается часть, лежащая под красной каймой губ, то губы, плотно сближаясь между собой, заворачиваются внутрь, вследствие чего красная кайма скрывается. Круговая мышца рта, располагаясь вокруг рта, выполняет функцию жома (сфинктера), то есть мышцы, закрывающей отверстие рта. В этом отношении она является антагонистом радиальным мышцам рта, то есть мышцам, расходящимся от него по радиусам и открывающим рот.